# 8405 Asbolo
8405 Asbolo é um corpo menor do sistema solar que é classificado como um centauro que orbita entre as órbitas de Júpiter e Netuno. Ele possui uma magnitude absoluta de 9,1 e tem um diâmetro estimado de cerca de 80 km.

## Descoberta e nomeação
8405 Asbolo foi descoberto no dia 5 de abril de 1995 pelos astrônomos James Scotti e Robert Jedicke, trabalhando com o projeto Spacewatch, em Kitt Peak. Ele recebeu seu nome em referência a Asbolo, um centauro da mitologia grega.

## Órbita
A órbita de 8405 Asbolo tem uma excentricidade de 0,619 e possui um semieixo maior de 17,986 UA. O seu periélio leva o mesmo a uma distância de 6,844 UA em relação ao Sol e seu afélio a 29,128 UA.